# Flugplatz Aix-Les Milles

i7
i11
i13
Der Flugplatz Aix-Les Milles (frz. Aérodrome d’Aix-Les Milles) ist ein französischer Flugplatz der Allgemeinen Luftfahrt, er liegt in der Region Provence-Alpes-Côte d’Azur im Département Bouches-du-Rhône beim Ortsteil Les Milles sechs Kilometer südwestlich des Zentrums von Aix-en-Provence. Der Flugplatz wurde während des Zweiten Weltkriegs und des Kalten Kriegs als Militärflugplatz genutzt. Ein Teil des Areals ist nach wie vor ein Militärgelände.

## Geschichte
Im Jahr 1936 wurde das Kommando der 4. Kontrollzone, 4ème Région Aérienne (4e R.A.), bzw. Région Aérienne Méditerranée in Aix-en-Provence aufgestellt.
Während des Zweiten Weltkriegs nutzte auch die deutsche Luftwaffe für einige Monate den Flugplatz. Im Januar/Februar 1944 waren hier die Fw 190A der gesamten I. Gruppe des Jagdgeschwaders 2 (JG 2) stationiert, wobei ein Teil noch bis in den Mai 1944 hier verblieb. Weiterer Nutzer war für einige Tage im folgenden Juni die mit Bf 109G ausgerüstete Jagdgruppe 200.
Nach Abzug der deutschen Truppen übernahmen zunächst die United States Army Air Forces Airfield Y.15, so die alliierte Codebezeichnung, den Flugplatz. Später stand dieser unter Kontrolle der britischen Royal Air Force.
Die Rückgabe an die französischen Behörden erfolgte nach Kriegsende. 1947 wurde hier das heutige Centre en route de la navigation aérienne Sud-Est, eine Bezirkskontrollstelle, eingerichtet. Der Flugplatz wurde zunächst zivil genutzt.
Ab Juni 1964 wurde er ein Militärflugplatz, die Base aérienne 114 Aix-Les Milles. Die fliegerische Nutzung durch die Armée de l’air erfolgte zuletzt durch eine Hubschrauber- und Schulstaffel für Transportflugzeuge. Der militärische Flugbetrieb endete im Sommer 2001.
Eine zivile Mitnutzung begann erneut im Juli 1969.

## Heutige Nutzung
Neben der Allgemeinen Luftfahrt und Luftsportvereinen haben sich am Flugplatz einige Luftfahrtbetriebe angesiedelt. Auch die École nationale de l’aviation civile unterhält hier einen Campus.
Im südlich angrenzenden Industriegebiet haben unter anderem die NATO Helicopter Management Agency und der NH90-Hersteller NH Industries ihren Sitz.